# Gabriele Del Grande
Gabriele del Grande (Lucca, 19 de mayo de 1982) es un periodista, bloguero, escritor y activista de derechos humanos italiano. Es considerado uno de los principales defensores de los derechos humanos en el ámbito de los inmigrantes ilegales en Italia y Europa.
Fue detenido en la provincia de Hatay (Turquía), cerca de la frontera entre Siria y Turquía, el 11 de abril de 2017.   Tras dos semanas bajo arresto, fue liberado y extraditado a Italia. 

## Biografía
Nació en Lucca, el segundo de seis hijos de Massimo Del Grande, fallecido en 2017 y Sara Urro, ambos regentaban L'Antica Osteria, un conocido restaurante en Panicagliora, en la zona de Marliana. Gabriele Del Grande estudió Historia y Estudios Orientales en Bolonia y se formó como periodista en la 'Fundación Lelio Basso' en Roma.
En 2006 fundó el blog Fortress Europe (Fronteras Europeas), un observatorio sobre las víctimas de la emigración clandestina, renovado diariamente y traducido a diecisiete idiomas. En 2007 siguió la ruta de los emigrantes en Turquía, Grecia, Túnez, Marruecos, Sáhara Occidental, Mauritania, Mali y Senegal, entrevistándose con las familias de los desaparecidos. Desde entonces ha viajado como periodista independiente por el sur de Europa, el norte y oeste de África y Oriente Medio informando sobre migraciones, guerras y yihadismo.
Sus reportajes han sido publicados en diferentes medios de comunicación tales como Time, Al Monitor, Vocativ, Taz, Internazionale, Rai, Radio3, RSI, Jungle World, Roads & Kingdoms, L'Unità, Redattore Sociale y otros.
En 2014 fue coguionistas y codirector del documental italiano Io sto con la sposa (Del lado de la novia), que fue premiado posteriormente en diferentes certámenes al rededor de todo el mundo:
- Oro en el Festival de Cine Al Jazeera 2015.
- Mejor Documental Premios David di Donatello 2015.
- Gran Premio al Mejor Documental en el Festival Internacional de Cine de Orán 2015.
- Premio Human Rights Film Network, Premio Fedic y Sorriso Diverso.
- Premio de la Crítica Social en el 71º Festival de Cine de Venecia.
- Premio Especial en el Festival de Cine Árabe de Malmo.
- Mejor Documental en el Festival de Cine Árabe de San Francisco.
- Mejor Documental, Festival de Cine Terra di Cinema, Francia.
- Gran Premio de Ginebra, Festival de Cine FIFDH, Suiza.
- Premio Especial en el Balkan New Film Festival (BaNeFF) 2015. [8]

En 2019 publicó su obra Dawla: La historia del Estado Islámico contada por sus desertores. Esta es una profunda investigación sobre la historia del Estado Islámico en Siria, narrada a través de las historias de tres ex yihadistas, que abandonaron la organización tras su derrota y un preso político sirio encarcelado junto a varios yihadistas en la prisión de Sednaya.

## Obras
- Mamadou va a morire : la strage dei clandestini nel Mediterraneo . romaníes : Infinito, 2007
  - Mamadous Fahrt en la guarida Tod. Die Tragödie der irregulären Migranten im Mittelmeer. Von-Loeper, Karlsruhe, 2008
  - Mamadú Va A Morir Oriente y Mediterráneo, Madrid, 2009
- Roma senza fissa dimora . Roma, Infinito 2009
- Il mare di mezzo . Roma, Infinito, 2009
  - Das Meer zwischen uns. Flucht und Migration en Zeiten der Abschottung . Von-Loeper, Karlsruhe, 2011
  - Quemar la frontera . Editorial Popular, Madrid, 2012
- Io sto con la sposa, 98minuti, Milán 2014, Gina Films
- Dawla. La storia dello Stato islamico raccontata dai suoi disertori . Milán, Mondadori, 2018
  - Dawla: La historia del Estado Islámico contada por sus desertores Oriente y Mediterráneo, Madrid, 2019
- Il secolo mobile. Storia dell'immigrazione illegale in Europa . Milán, Mondadori, 2023.

## Premios
- Premio Santa Marinella, 2007
- Pro-Asyl-Menschenrechtspreis, 2010
- Premio Caritas, 2015 (Cáritas Suiza) [9]